# سرخیو منتکن
سرخیو منتکن (انگلیسی: Sergio Mantecón؛ زادهٔ ۸ ژوئن ۱۹۸۰) بازیکن فوتبال اهل اسپانیا است.
از باشگاه‌هایی که در آن بازی کرده‌است می‌توان به باشگاه فوتبال کادیس، باشگاه فوتبال الچه، باشگاه فوتبال پومفرادینا، و باشگاه فوتبال هرکولس اشاره کرد.